# GGD Hart voor Brabant
De GGD Hart voor Brabant is de gemeenschappelijke gezondheidsdienst van de gemeenten in Midden- en Noordoost-Brabant. Met ruim één miljoen inwoners is deze regionale GGD een van de grootste van Nederland. De hoofdvestigingen van de GGD staan in 's-Hertogenbosch en Tilburg.

## Geschiedenis

### Eerste gezondheidsdienst van Brabant
De gemeente Tilburg richtte in 1920 als eerste stad in Noord-Brabant een Gemeentelijke Geneeskundige Dienst op in de vroegere boterhal. Dit als reactie op de wet op de openbare gezondheidszorg van minister Piet Aalberse die 1 jaar eerder de Nederlandse steden opdroeg om een gezondheidsdienst te hebben. Tilburg was op het moment van oprichten de snelst groeiende Brabantse industriestad. 
De eerste directeur publieke gezondheid Jules Gimbrère beschikte over twee school- en armendokters, twee verplegers en een verpleegster. Hun hoofdtaken waren de bestrijding van besmettelijke ziekten, preventie in de vorm van armenzorg en schoolhygiëne en vanaf 1923 het vervoer van zieken en gewonden.

### Gezondheidsdiensten in alle steden
De hoofdstad ‘s-Hertogenbosch sloot in 1948 aan bij de rij van Brabantse GGD’s. Andere steden in het werkgebied van de huidige GGD Hart voor Brabant volgden in de jaren vijftig: zo richtte Veghel in 1954 een districtsgezondheidsdienst op en volgde Oss in 1957. En er waren, als gevolg van het Schoolartsenbesluit (1942) van de Duitse bezetter, vanaf 1947 de Districtsschoolartsendiensten: in Waalwijk, Vught en Boxmeer. Tientallen jaren zorgden zij voor de preventieve jeugdgezondheidszorg, met schoolartsen, doktersassistentes en verpleegkundigen, later aangevuld met psychologen en logopedisten. Ook de omliggende gemeenten kregen ieder hun gezondheidsdienst.

### Samenwerking
Tussen 1972 en 1987 ontstonden er zeven GGD’s in Brabant, met daarin de ambulance- en schoolartsendiensten. Deze schaalvergroting was een reactie op de inefficiëntie die de tientallen gezondheidsdiensten kenmerkten. In 1972 ontstond de GGD regio ’s-Hertogenbosch. In 1984 werd de GGD Midden-Brabant opgericht. Een fusie tussen de Tilburgse GGD en de schoolartsen- en ambulancedienst van Waalwijk. Pas in 1987 volgde de GGD Brabant-Noordoost, met de diensten van Oss en Uden/Veghel en de schoolartsendienst van Boxmeer.
De drie GGD’en (Midden-Brabant, regio ’s-Hertogenbosch en Brabant-Noordoost) fuseerden in 2001 tot de GGD Hart voor Brabant.

## Wat doet de GGD
De werkzaamheden van de GGD zijn divers. Een greep uit de taken die de GGD Hart voor Brabant uitvoert:
- Jeugdgezondheidszorg (0 tot 19 jaar)
- Infectieziektebestrijding
- Tuberculosebestrijding
- Reizigersadvisering
- Forensische geneeskunde
- Gezondheidsvoorlichting
- Gezondheidsonderzoek
- Seksuele gezondheid (Sense)
- Toezicht op onder andere de kinderopvang en de wmo

## Werkgebied
De GGD Hart voor Brabant bewaakt en beschermt de gezondheid van alle bewoners binnen een werkgebied van 19 gemeenten in Noord-Brabant. De GGD is actief in de volgende gemeenten:
- Bernheze
- Boekel
- Boxtel
- Dongen
- Gilze en Rijen
- Goirle
- Heusden
- Hilvarenbeek
- Land van Cuijk
- Loon op Zand
- Maarhorst
- Meierijstad
- Oisterwijk
- Oss
- 's-Hertogenbosch
- Sint-Michielsgestel
- Tilburg
- Vught
- Waalwijk